# Samson François
Samson Pascal François (* 18. Mai 1924 in Frankfurt am Main; † 22. Oktober 1970 in Paris) war ein französischer Pianist und Komponist.

## Leben
François hatte seinen ersten Klavierunterricht in Italien bei Pietro Mascagni, unter dessen Leitung er sechsjährig ein Klavierkonzert von Mozart spielte. Er studierte dann in Belgrad bei Cyril Licar, der ihn in das Werk von Béla Bartók einführte, und von 1932 bis 1935 am Konservatorium von Nizza. Dort wurde Alfred Cortot auf ihn aufmerksam, der ihn ermutigte, nach Paris an die École normale de musique de Paris zu kommen, wo François bei Yvonne Lefébure und Cortot selbst studierte. Außerdem hatte er Unterricht in Harmonielehre bei Nadia Boulanger.
1938 wechselte er an das Conservatoire de Paris und studierte dort bei Marguerite Long. 1940 schloss er die Ausbildung mit dem ersten Preis im Fach Klavier ab. 1943 gewann er den ersten Long-Thibaud-Wettbewerb. Seit 1945 tourte François als Konzertpianist durch ganz Europa, 1947 debütierte er in den USA, und 1964 trat er auch in China auf.
Im Mittelpunkt von François’ Repertoire stand die romantische Klavierliteratur mit Werken von Franz Liszt, Robert Schumann, Frédéric Chopin, Gabriel Fauré, Claude Debussy und Maurice Ravel. Daneben setzte er sich für zeitgenössische Komponisten wie Bartók, Prokofjew und Hindemith ein. Die Uraufführung seines eigenen Klavierkonzertes spielte er 1950 beim Festival von Aix-en-Provence. Er komponierte außerdem u. a. einige Filmmusiken und ein Stück für die Jazzsängerin Peggy Lee.
François galt zeitlebens, gleich Glenn Gould, als musikalisches Enfant terrible. In den 1950er Jahren bemängelten Musikkritiker, sein Klavierspiel sei „ungestüm und wirr wie seine Haarpracht“. 2012 wurden seine Debussy-Aufnahmen in der Bestenliste des Preises der deutschen Schallplattenkritik ausgezeichnet. Im Gegensatz zu der aufkommenden Tendenz der notengetreuen Werkwiedergabe stand er in der Tradition der Klaviervirtuosen des 19. Jahrhunderts, wie sie noch von seinem Lehrer Cortot vertreten wurde. Musikfreunde schockierte er mit der Mitteilung, Brahms’ Klavierwerke verursachten ihm körperliches Unbehagen und die Sonaten Beethovens langweilten ihn.
François’ exzentrischer Lebensstil, seine Passion für das Nachtleben und der exzessive Genuss von Alkohol und Zigaretten führten 1968 während eines Auftrittes zu einem Herzinfarkt. Zwei Jahre später starb er im Alter von 46 Jahren. Samson François wurde auf dem Friedhof von Saint-Ouen (Seine-Saint-Denis) bestattet.
Jérôme Spycket veröffentlichte 1985 unter dem Titel Scarbo seine Biographie, eine weitere Biographie aus dem Jahr 2002 stammt von seinem Sohn Maximilien François.
| Personendaten    | Personendaten                                |
| ---------------- | -------------------------------------------- |
| NAME             | François, Samson                             |
| ALTERNATIVNAMEN  | François, Samson Pascal (vollständiger Name) |
| KURZBESCHREIBUNG | französischer Pianist und Komponist          |
| GEBURTSDATUM     | 18. Mai 1924                                 |
| GEBURTSORT       | Frankfurt am Main                            |
| STERBEDATUM      | 22. Oktober 1970                             |
| STERBEORT        | Paris                                        |